# Rocher Tourte
Le rocher Tourte est un sommet montagneux situé dans le Massif central. Il s'élève à 1 535 mètres d'altitude au sein du massif du Mézenc. 

## Toponymie
Cleriat (1179), Mons de Cleyrat (1263), Clariat, Clergeat (1344), Clergeacius (1618), Clergeac (1644), Rocher-Tourte (1861).

## Géographie

### Situation
Il se trouve dans la commune de Freycenet-la-Cuche et son versant oriental s'étend sur celle des Estables, dans le département de la Haute-Loire.
Le sommet est entouré par la forêt domaniale de Mézenc et offre un panorama sur les monts du Meygal, du bassin du Puy et de la chaîne du Devès.

### Géologie
Le sous-sol est constitué de phonolite.

### Faune et flore
Le paysage du rocher Tourte se caractérise par ses landes sub-atlantiques, dominées par le genêt et la callune, ainsi que par ses éboulis siliceux froids parsemés de blocailles.
Ce lieu abrite une biodiversité remarquable, incluant le campagnol des neiges, ainsi qu'une multitude d'espèces aviaires telles que le Milan royal, l'Alouette lulu, le Faucon pèlerin et le Traquet motteux.

## Activités

### Protection environnementale
Le sommet est inclus dans le site Natura 2000 « Mézenc » et répertorié en ZNIEFF de type 2 « Mézenc - Meygal », ainsi que dans la ZNIEFF de type 1 « Rocher Tourte ».

### Escalade
Le site permet la pratique de l'escalade et dispose d'un relais de descente avec chaînes et broches scellées. La hauteur des voies varie de 15 à 26 mètres.